# Парасковіївська волость
Парасковіївська волость — адміністративно-територіальна одиниця Костянтиноградського повіту Полтавської губернії з центром у селі Парасковія.
Старшинами волості були:
- 1900 року Василь Іванович Гопоненко[1];
- 1904 року П. А. Бєлевицький[2];
- 1913 року Омелян Іванович Бондаренко[3];
- 1915 року Макар Миронович Рак[4].